# Eine unberechenbare Familie
Eine unberechenbare Familie  (Originaltitel: Just Roll with It) ist eine US-amerikanische Comedyserie der Walt Disney Company. Produziert wird die Serie wird von Kenwood TV Productions. Die Erstausstrahlung der Serie fand am 14. Juni 2019 auf dem US-amerikanischen Disney Channel statt. Die deutsche Veröffentlichung der ersten Staffel erfolgte am 19. Februar 2021 auf Disney+.

## Handlung
Die Mitglieder der Bennett-Blatt Familie haben miteinander nicht viel gemeinsam, während sie ihren normalen Alltag in Akron im US-Bundesstaat Ohio leben. Sobald ein Nebelhorn zu hören ist, durchbrechen die Schauspieler die vierte Wand, um das Live-Publikum entscheiden zu lassen, was als Nächstes geschehen soll. Das Live-Publikum darf dann eine von drei möglichen Situationen wählen.

## Produktion
Am 24. Oktober 2018, gab der Disney Channel bekannt, eine Familien-Comedyserie namens Just Roll with It zu produzieren. Adam Small und Trevor Moore wurden als Produzenten beauftragt. Die Erstausstrahlung fand am 14. Juni 2019 in den Vereinigten Staaten statt.
Eine zweite Staffel wurde am 10. September 2019 vom Disney Channel bestellt.

## Besetzung und Synchronisation
Die deutsche Synchronisation entstand unter dem Dialogbuch von Peggy Sander und Annemarie Vogel sowie unter der Dialogregie von Ulrike Heiland durch die Synchronfirma SDI Media Germany GmbH in Berlin.
| Figur                | Darsteller    | Deutscher Sprecher |
| -------------------- | ------------- | ------------------ |
| Owen Blatt           | Ramon Reed    | Manik Gaschina     |
| Blair Bennett        | Kaylin Hayman | Milena Rybiczka    |
| Rachel Bennett-Blatt | Suzi Barrett  | Tanja Schmitz      |
| Byron Blatt          | Tobie Windham | Valentin Stilu     |
| Der Gator            | JC Currais    | Daniel Zillmann    |

## Episodenliste

### Staffel 1
| Nr. (ges.) | Nr. (St.) | Deutscher Titel                | Originaltitel                                | Erstausstrahlung USA | Deutschsprachige Erstveröffentlichung (D/A/CH) | Regie                 | Drehbuch                                |
| ---------- | --------- | ------------------------------ | -------------------------------------------- | -------------------- | ---------------------------------------------- | --------------------- | --------------------------------------- |
| 1          | 1         | Infotag-Desaster               | Career Day Catastrophe                       | 14. Juni 2019        | 19. Feb. 2021                                  | James Widdoes         | Trevor Moore & Adam Small               |
| 2          | 2         | Geburtstagskrieg               | The Birthday War                             | 19. Juni 2019        | 19. Feb. 2021                                  | Jon Rosenbaum         | Trevor Moore & Adam Small               |
| 3          | 3         | Hausarrest                     | Blair Gets Grounded                          | 26. Juni 2019        | 19. Feb. 2021                                  | Leonard R. Garner Jr. | Trevor Moore & Adam Small               |
| 4          | 4         | Kein Dank für ihre Dienste     | No Thank You for Your Service                | 3. Juli 2019         | 19. Feb. 2021                                  | Robbie Countryman     | Desirée Proctor & Erica Harrell         |
| 5          | 5         | Die Horrornacht                | Date Fright                                  | 10. Juli 2019        | 19. Feb. 2021                                  | Wendy Faraone         | Brandon Cohen                           |
| 6          | 6         | Karate Wars: Eine neue Macht   | Karate Wars IV: Dawn of the Karate Wars      | 17. Juli 2019        | 19. Feb. 2021                                  | Leonard R. Garner Jr. | Sam Miller                              |
| 7          | 7         | Der Aufzug                     | The Elevator                                 | 24. Juli 2019        | 19. Feb. 2021                                  | Trevor Kirschner      | Trevor Moore & Adam Small               |
| 8          | 8         | Die Toilette von morgen        | Bringing Up Toilet                           | 13. Sep. 2019        | 19. Feb. 2021                                  | Wendy Faraone         | Jessica Kaminsky                        |
| 9          | 9         | Ranghohe Nervensäge            | General Nuisance                             | 20. Sep. 2019        | 19. Feb. 2021                                  | Leonard R. Garner Jr. | Calise Hawkins                          |
| 10         | 10        | Plus Gator macht fünf          | And Gator Makes Five                         | 27. Sep. 2019        | 19. Feb. 2021                                  | Wendy Faraone         | Trevor Moore & Adam Small               |
| 11         | 11        | –                              | You Decide LIVE!                             | 4. Okt. 2019         | –                                              | Sandra Restrepo       | Trevor Moore & Adam Small               |
| 12         | 12        | Lampenfieber und andere Ängste | Root of All Fears                            | 11. Okt. 2019        | 19. Feb. 2021                                  | Wendy Faraone         | Phillip Walker                          |
| 13         | 13        | Die Nachhilfe                  | The Tutor                                    | 18. Okt. 2019        | 19. Feb. 2021                                  | Robbie Countryman     | Lee House                               |
| 14         | 14        | Der Stromausfall               | Snow Way Out                                 | 25. Okt. 2019        | 19. Feb. 2021                                  | Adam Small            | Jonathan De Weerd & Keerthi Harishankar |
| 15         | 15        | Liebe und Lügen                | Gator’s Reunion                              | 1. Nov. 2019         | 19. Feb. 2021                                  | Trevor Moore          | Trevor Moore & Adam Small               |
| 16         | 16        | Bing Bang Boom                 | The Big Sneak                                | 15. Nov. 2019        | 19. Feb. 2021                                  | Wendy Faraone         | Jessica Kaminsky                        |
| 17         | 17        | Familien-Querelen              | Family Squabbles                             | 22. Nov. 2019        | 19. Feb. 2021                                  | Wendy Faraone         | Trevor Moore & Adam Small               |
| 18         | 18        | Das Owenfest                   | Owenfest                                     | 29. Nov. 2019        | 19. Feb. 2021                                  | Robbie Countryman     | Brandon Cohen                           |
| 19         | 19        | Ein Weihnachtsspektakel        | Merry Christmas, Mr. Gooch                   | 6. Dez. 2019         | 19. Feb. 2021                                  | Trevor Moore          | Trevor Moore & Adam Small               |
| 20         | 20        | Der Morgen mit Owen und Blair  | Owen and Blair in the Morning                | 23. Feb. 2020        | 19. Feb. 2021                                  | Trevor Kirschner      | Trevor Moore & Adam Small               |
| 21         | 21        | Das Schülergericht             | The People vs. Blair Bennett                 | 1. März 2020         | 19. Feb. 2021                                  | Trevor Moore          | Trevor Moore & Adam Small               |
| 22         | 22        | Mast- und Schotbruch           | Byron & the Gator: The Far Side of the World | 8. März 2020         | 19. Feb. 2021                                  | Kelly Park            | Trevor Moore & Adam Small               |

### Staffel 2
| Nr. (ges.) | Nr. (St.) | Deutscher Titel | Originaltitel                                    | Erstausstrahlung USA | Deutschsprachige Erstveröffentlichung (D/A/CH) | Regie                  | Drehbuch                        |
| ---------- | --------- | --------------- | ------------------------------------------------ | -------------------- | ---------------------------------------------- | ---------------------- | ------------------------------- |
| 23         | 1         | –               | Grandpa Moves In                                 | 15. März 2020        | –                                              | Leonard R. Garner Jr.  | Trevor Moore & Adam Small       |
| 24         | 2         | –               | The Most Brilliant Blair in the World            | 22. März 2020        | –                                              | Jon Rosenbaum          | Jessica Kaminsky                |
| 25         | 3         | –               | The Great Coconuts Caper                         | 29. März 2020        | –                                              | Robbie Countryman      | Brandon Cohen                   |
| 26         | 4         | –               | Grandpa Gets Grounded                            | 5. Apr. 2020         | –                                              | Robbie Countryman      | Phillip Walker                  |
| 27         | 5         | –               | Grandma & Grandpa Sittin’ in a Tree              | 19. Apr. 2020        | –                                              | Wendy Faraone          | Trevor Moore & Adam Small       |
| 28         | 6         | –               | Aliens Among Us                                  | 16. Okt. 2020        | –                                              | Danielle Fishel        | Marisol Diaz                    |
| 29         | 7         | –               | Shayna Pennsylvania                              | 23. Okt. 2020        | –                                              | Wendy Faraone          | Trevor Moore & Adam Small       |
| 30         | 8         | –               | The Preventers Directive                         | 6. Nov. 2020         | –                                              | Wendy Faraone          | Trevor Moore & Adam Small       |
| 31         | 9         | –               | The Preventers Directive: Part Two: The End Part | 13. Nov. 2020        | –                                              | Trevor Moore           | Trevor Moore & Adam Small       |
| 32         | 10        | –               | Owen’s Bromance                                  | 20. Nov. 2020        | –                                              | Wendy Faraone          | Erica Eastrich                  |
| 33         | 11        | –               | Maybe Baby                                       | 27. Nov. 2020        | –                                              | Adam Small             | Laura Moses                     |
| 34         | 12        | –               | The Most Wonderful Crime of the Year             | 11. Dez. 2020        | –                                              | Trevor Moore           | Trevor Moore & Adam Small       |
| 35         | 13        | –               | Just Reminisce with It!                          | 19. März 2021        | –                                              | Allison Scagliotti     | Jared Logan                     |
| 36         | 14        | –               | Warlock World: War of the Warlocks               | 26. März 2021        | –                                              | Allison Scagliotti     | Desiree Proctor & Erica Harrell |
| 37         | 15        | –               | A League of Their Own                            | 2. Apr. 2021         | –                                              | Wendy Faraone          | Marina Quintero                 |
| 38         | 16        | –               | The Great Switchy Witchy                         | 9. Apr. 2021         | –                                              | Wendy Faraone          | Marie Cheng                     |
| 39         | 17        | –               | In da Club                                       | 16. Apr. 2021        | –                                              | Adam Small             | Jonathan De Weerd               |
| 40         | 18        | –               | The Blair Crush Project                          | 23. Apr. 2021        | –                                              | Kim Wayans             | Jessica Kaminsky                |
| 41         | 19        | –               | Blair Bennett - Child Activist                   | 30. Apr. 2021        | –                                              | Kelly Elizabeth Jensen | Brandon Cohen                   |
| 42         | 20        | –               | Lightning and Lockdown                           | 7. Mai 2021          | –                                              | Robbie Countryman      | Trevor Moore & Adam Small       |
| 43         | 21        | –               | Before the Beginning                             | 14. Mai 2021         | –                                              | Robbie Countryman      | Trevor Moore & Adam Small       |